# Отсек (корабоплаване)
Отсек (в плавателен съд) – пространство в корпуса на кораба, ограничено по дължина от плътни напречни прегради, по ширина от бордовете или плътни надлъжни прегради.
В корабостроенето широко се използват водонепроницаеми отсеци, оборудвани със специални водонепроницаеми врати, които имат за цел да ограничат приемането на вода в случай на повреда по корпуса и да позволят на съда да съхрани своята плавучест. В съвременното военно корабостроене се изисква съхраняване на плавучестта на кораба при наводняване на независимо кои три отсека.